# Nastro d'argento europeo
Il Nastro d'argento europeo è stato un riconoscimento cinematografico italiano assegnato annualmente dal Sindacato Nazionale Giornalisti Cinematografici Italiani dal 1989 al 2020.

## Albo d'oro
- 1989: John Cleese
- 1990: Decalogo di Krzysztof Kieślowski
- 1991: Philippe Noiret
- 1992: István Szabó
- 1993: Aki Kaurismäki
- 1994: Ken Loach
- 1995: Alain Resnais
- 1996: Theo Angelopoulos
- 1997: Alan Parker
- 1998: Jerzy Stuhr
- 1999: Radu Mihăileanu
- 2000: Claudia Cardinale
- 2001: Emir Kusturica
- 2002: Pedro Almodóvar
- 2003: non assegnato
- 2004: Fanny Ardant
- 2005: Malcolm McDowell
- 2006: Barbora Bobuľová - Cuore sacro
- 2007
  - Sergio Castellitto
  - Martina Gedeck
- 2008
  - Antonia Liskova - Riparo
  - Kasia Smutniak - Nelle tue mani
- 2009
  - Isabelle Huppert «per la sua lunga storia d'amore con il cinema, anche italiano»[1]
  - Andrzej Wajda
- 2010
  - Vincent Lindon - Welcome
  - Tilda Swinton - Io sono l'amore
- 2011: 
  - Michel Piccoli - Habemus Papam
  - Valeria Bruni Tedeschi - Tutti per uno
- 2012: Matteo Garrone
- 2013: non assegnato
- 2014: non assegnato
- 2015: 
  - Laura Morante
  - Lambert Wilson
- 2016: Juliette Binoche - L'attesa
- 2017: Monica Bellucci - On the Milky Road - Sulla Via Lattea
- 2020: Pedro Almodóvar - Dolor y gloria